# Thomas Vermaelen
Thomas Vermaelen (Kapellen, 14 novembre 1985) è un ex calciatore belga, di ruolo difensore.

## Caratteristiche tecniche
Difensore centrale mancino, può essere schierato anche come terzino sinistro o come centrocampista centrale. Forte fisicamente, rapido e veloce, possiede una grande elevazione ed una buona capacità di colpire di testa. Queste caratteristiche lo rendono abile sia nel corpo a corpo che nell'anticipo. La sua attitudine positiva e la sua forte personalità hanno convinto Arsène Wenger a nominarlo capitano ai tempi dell'Arsenal. Per tutto il corso della sua carriera ha sofferto di numerosi infortuni, che ne hanno limitato le presenze con i club e con la Nazionale belga.

## Carriera

### Club

#### Gli inizi con l'Ajax

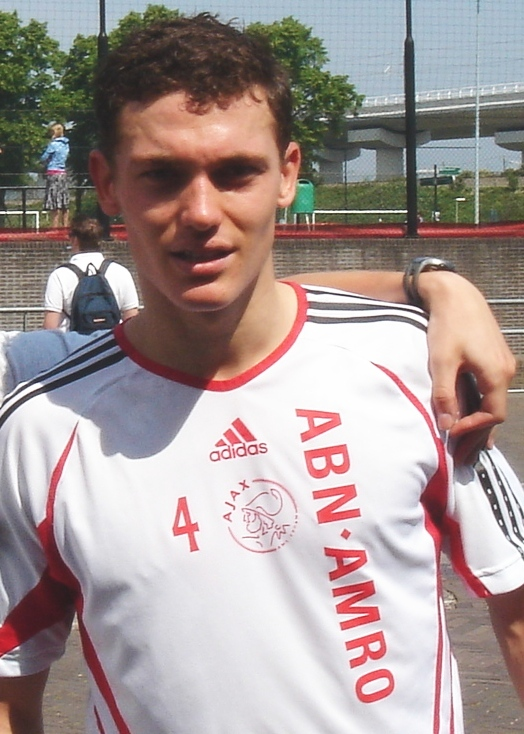
Vermaelen in allenamento con l'Ajax nel 2007

Cresciuto nelle giovanili del Germinal Beerschot e giunto quattordicenne, nel 2000, nell'accademia dell'Ajax, esordisce in prima squadra il 15 febbraio 2004, all'età di diciotto anni, nella gara vinta in trasferta sul Volendam: resta quella l'unica presenza stagionale conclusa con il titolo di campione d'Olanda, prima del prestito al RKC Waalwijk per l'annata 2004-2005.
Tornato all'Ajax nell'estate 2005, guadagna presto una maglia da titolare come centrale difensivo accanto a John Heitinga prima e a Jan Vertonghen dopo. Vince la KNVB beker nel 2005-2006 e nel 2006-2007. Dopo la partenza di Klaas-Jan Huntelaar nel gennaio 2009, diventa il nuovo capitano dell'Ajax per la seconda metà della stagione 2008-2009. Con l'Ajax ha vinto anche tre Supercoppe Olandesi (2005, 2006, 2007).

#### La firma con l'Arsenal
Il 19 giugno 2009 viene annunciato il suo trasferimento all'Arsenal per una cifra stimata intorno ai 13 milioni di euro. Alla prima partita con i 'Gunners', il 15 agosto dello stesso anno, segna il gol del momentaneo 0-2 contro l'Everton (partita terminata 1-6 per la squadra londinese); alla prima presenza in Champions League con l'Arsenal, inoltre, segna il gol del momentaneo 2-2 contro lo Standard Liegi (partita terminata 2-3 per la sua squadra). Il 19 settembre 2009, infine, realizza una doppietta nella vittoria per 4-0 sul Wigan Athletic.
A causa di un infortunio rimediato il 14 aprile nel match contro il Tottenham Hotspur, chiude in anticipo la prima stagione in Inghilterra con 33 presenze (su 34 giornate) e sette gol all'attivo in Premier League. Nello stesso aprile viene quindi inserito nella squadra dell'anno della PFA, l'undici ideale del campionato inglese votato dai membri della Professional Footballers' Association. A causa di un infortunio subito in Nazionale, è costretto a un intervento al tendine d'Achille che lo tiene fuori dai campi fino a fine stagione.
Nella stagione 2010-2011, a causa del problema al tendine precedentemente operato, gioca poche partite poiché viene costretto a stare lontano dal terreno di gioco per tutta la durata del campionato, della Champions League e di tutte le coppe nazionali. Riesce comunque a collezionare 5 presenze distribuite in: 3 ad inizio stagione e 2 nelle partite conclusive.
Nella stagione 2011-2012 ritorna a giocare con continuità anche se è costretto a saltare qualche partita a causa di una nuova ricaduta al tendine d'achille, anche se più lieve rispetto a quella avuti l'anno precedente. Il 26 novembre 2011 si rende protagonista durante la partita in casa contro il Fulham prima segnando l'autogol che regala il vantaggio ai Cottagers e poi al minuto 82' segnando il gol del pareggio. Nella partita successiva sul campo del Wigan segna il terzo gol stagionale nella vittoria per 4-0. Conclude quindi la stagione con 40 presenze e 6 gol all'attivo.
Nella stagione 2012-2013 è di nuovo uno dei punti fermi della squadra per quasi tutta la durata del campionato, finché, a causa di voci riguardanti la sessione di mercato estiva, finisce per collezionare più panchine che gettoni di presenza. Conclude la stagione con 39 presenze e 1 gol nella coppa nazionale della Football League Cup.
Alla fine del calciomercato estivo dell'anno 2013-2014, resta in maglia Gunners e trova la prima presenza entrando all'80' minuto sulla vittoria per 3-1 sul campo del Sunderland. La prima partita dal primo minuto la gioca il 10 novembre 2013 nella sconfitta per 1-0 sul campo del Manchester United ad Old Trafford. Il 14 dicembre 2013 entrando a partita in corso nel match Manchester City-Arsenal (6-3) per sostituire l'infortunato Koscielny, raggiunge quota 100 presenze in Premier con la maglia dell'Arsenal. Nel suo ultimo anno in Inghilterra vince anche il suo unico trofeo con i londinesi, l'FA Cup 2013-2014.

#### Il passaggio al Barcellona e il prestito alla Roma
Il 9 agosto 2014 viene acquistato dal Barcellona per 15 milioni di euro, più 4,5 milioni di bonus legati al raggiungimento di determinati obiettivi, firmando un quinquennale con i blaugrana. A causa di numerosi problemi al tendine del ginocchio sinistro ha dovuto però saltare quasi tutta l'annata 2014-2015. La sua prima ed unica presenza stagionale arriva il 23 maggio 2015, all'ultima giornata di campionato, nella partita pareggiata per 2-2 contro il Deportivo La Coruña al Camp Nou. Nell'annata seguente ha vinto molti trofei quali la Supercoppa Uefa 2015, la Coppa del Mondo per club FIFA 2015, la Coppa del Re e il Campionato, trovando qualche presenza in più ma venendo considerato comunque una riserva.
Il giorno 8 agosto 2016 la Roma ne annuncia l'acquisizione in prestito, a titolo gratuito con diritto di acquisto fissato a 10 milioni, fino al 30 giugno 2017; gli viene assegnata la maglia numero 15. Esordisce il 17 agosto 2016 nella partita di andata del preliminare di Champions League giocata in trasferta contro il Porto (1-1), nella quale rimedia anche un'espulsione. Il 20 agosto seguente invece fa il suo debutto in Serie A nella gara Roma-Udinese (4-0). Dopo poche partite resta ai margini della squadra a causa di una pubalgia.
A fine prestito fa ritorno al Barcellona, in cui milita per altri due anni senza trovare molto spazio a causa della concorrenza nel suo ruolo e degli infortuni.

#### Vissel Kobe e ritiro
Il 27 luglio 2019 firma per i giapponesi del Vissel Kōbe.
Il 21 gennaio 2022 annuncia il ritiro dall'attività agonistica.

### Nazionale
Elemento fisso della nazionale belga Under-21 fino all'estate 2007, quando partecipa al campionato europeo di categoria (terzo posto finale), nell'estate 2008 prende parte al torneo dei Giochi olimpici di Pechino, conclusosi con il quarto posto per la selezione belga Under-23.
Intanto aveva fatto il proprio esordio in nazionale maggiore il 1º marzo 2006 in un'amichevole contro Lussemburgo (sospesa per una tempesta di neve), e, sotto la guida del commissario tecnico René Vandereycken, aveva conquistato un posto da titolare per le gare di qualificazione al campionato europeo 2008. Nell'ottobre 2009 viene nominato capitano dal selezionatore Dick Advocaat; il 14 novembre 2009, giorno del suo 24º compleanno, realizza quindi la sua prima rete in nazionale nella gara amichevole di Gand con l'Ungheria vinta 3-0.
Si afferma come titolare della selezione belga da cui viene convocato per i Mondiali 2014 (prima manifestazione disputata dal Belgio dopo i Mondiali 2002), in cui gioca soltanto la gara contro la Russia in cui è uscito nel primo tempo per infortunio. Il cammino dei belgi è terminato ai quarti di finale contro l'Argentina.
Viene convocato per gli Europei 2016 in Francia. Nella manifestazione Vermaelen gioca titolare nella retroguardia belga, arrivando fino ai quarti, in cui i diavoli rossi sono stati eliminati dal Galles (gara in cui lui era assente per squalifica).
Dopo gli europei continua a essere convocato, seppur da riserva a causa degli infortuni e della concorrenza nel suo ruolo, partecipando ai Mondiali 2018 e a Euro 2020.
Con la selezione belga conta 85 presenze e 2 reti.

## Dopo il ritiro
Nello stesso giorno in cui ha annunciato il proprio ritiro dall'attività agonistica è diventato contestualmente collaboratore tecnico di Roberto Martinez nella nazionale belga.

## Statistiche

### Presenze e reti nei club
Statistiche aggiornate al 27 novembre 2021.
| Stagione           | Squadra            | Campionato         | Campionato | Campionato | Coppe nazionali | Coppe nazionali | Coppe nazionali | Coppe europee | Coppe europee | Coppe europee | Altre coppe | Altre coppe | Altre coppe | Totale | Totale |
| Stagione           | Squadra            | Comp               | Pres       | Reti       | Comp            | Pres            | Reti            | Comp          | Pres          | Reti          | Comp        | Pres        | Reti        | Pres   | Reti   |
| ------------------ | ------------------ | ------------------ | ---------- | ---------- | --------------- | --------------- | --------------- | ------------- | ------------- | ------------- | ----------- | ----------- | ----------- | ------ | ------ |
| 2003-2004          | Ajax               | ED                 | 1          | 0          | CO              | 0               | 0               | UCL           | 0             | 0             | -           | -           | -           | 1      | 0      |
| 2004-2005          | RKC Waalwijk       | ED                 | 13         | 2          | CO              | 1               | 0               | -             | -             | -             | -           | -           | -           | 14     | 2      |
| 2005-2006          | Ajax               | ED                 | 24         | 3          | CO              | 8               | 1               | UCL           | 5             | 0             | SO          | 0           | 0           | 37     | 4      |
| 2006-2007          | Ajax               | ED                 | 23+4       | 0+         | CO              | 5               | 0               | UCL+CU        | 2+5           | 0             | SO          | 1           | 0           | 40     | 0      |
| 2007-2008          | Ajax               | ED                 | 20         | 1          | CO              | 1               | 0               | UCL+CU        | 2+1           | 0             | SO          | 1           | 0           | 25     | 1      |
| 2008-2009          | Ajax               | ED                 | 31         | 4          | CO              | 2               | 0               | CU            | 9             | 1             | -           | -           | -           | 42     | 5      |
| Totale Ajax        | Totale Ajax        | Totale Ajax        | 99+4       | 8+0        |                 | 16              | 1               |               | 24            | 1             |             | 2           | 0           | 145    | 10     |
| 2009-2010          | Arsenal            | PL                 | 33         | 7          | FACup+CdL       | 1+0             | 0               | UCL           | 11            | 1             | -           | -           | -           | 45     | 8      |
| 2010-2011          | Arsenal            | PL                 | 5          | 0          | FACup+CdL       | 0               | 0               | UCL           | 0             | 0             | -           | -           | -           | 5      | 0      |
| 2011-2012          | Arsenal            | PL                 | 29         | 6          | FACup+CdL       | 2+2             | 0               | UCL           | 7             | 0             | -           | -           | -           | 40     | 6      |
| 2012-2013          | Arsenal            | PL                 | 29         | 0          | FACup+CdL       | 2+1             | 0+1             | UCL           | 7             | 0             | -           | -           | -           | 39     | 1      |
| 2013-2014          | Arsenal            | PL                 | 14         | 0          | FACup+CdL       | 3+2             | 0               | UCL           | 2             | 0             | -           | -           | -           | 21     | 0      |
| Totale Arsenal     | Totale Arsenal     | Totale Arsenal     | 110        | 13         |                 | 13              | 1               |               | 27            | 1             |             | -           | -           | 150    | 15     |
| 2014-2015          | Barcellona         | PD                 | 1          | 0          | CR              | 0               | 0               | UCL           | 0             | 0             | -           | -           | -           | 1      | 0      |
| 2015-2016          | Barcellona         | PD                 | 10         | 1          | CR              | 5               | 0               | UCL           | 3             | 0             | SU+SS+Cmc   | 0+1+1       | 0           | 20     | 1      |
| 2016-2017          | Roma               | A                  | 9          | 0          | CI              | 0               | 0               | UCL+UEL       | 1+2           | 0             | -           | -           | -           | 12     | 0      |
| 2017-2018          | Barcellona         | PD                 | 14         | 0          | CR              | 5               | 0               | UCL           | 1             | 0             | SS          | 0           | 0           | 20     | 0      |
| 2018-2019          | Barcellona         | PD                 | 9          | 0          | CR              | 1               | 0               | UCL           | 2             | 0             | SS          | 0           | 0           | 12     | 0      |
| Totale Barcellona  | Totale Barcellona  | Totale Barcellona  | 34         | 1          |                 | 11              | 0               |               | 6             | 0             |             | 2           | 0           | 53     | 1      |
| lug.-dic. 2019     | Vissel Kobe        | J1                 | 8          | 0          | CI+CJL          | 4+0             | 0+0             | -             | -             | -             | -           | -           | -           | 12     | 0      |
| 2020               | Vissel Kobe        | J1                 | 14         | 0          | CI+CJL          | 0+0             | 0+0             | ACL           | 7             | 0             | SJ          | 1           | 0           | 22     | 0      |
| 2021               | Vissel Kobe        | J1                 | 23         | 1          | CI+CJL          | 1+0             | 0               | -             | -             | -             | -           | -           | -           | 24     | 1      |
| Totale Vissel Kobe | Totale Vissel Kobe | Totale Vissel Kobe | 45         | 1          |                 | 5               | 0               |               | 7             | 0             |             | 1           | 0           | 58     | 1      |
| Totale carriera    | Totale carriera    | Totale carriera    | 311+4      | 25+0       |                 | 46              | 2               |               | 67            | 2             |             | 5           | 0           | 433    | 29     |

### Cronologia presenze e reti in nazionale
| Cronologia completa delle presenze e delle reti in nazionale ― Belgio | Cronologia completa delle presenze e delle reti in nazionale ― Belgio | Cronologia completa delle presenze e delle reti in nazionale ― Belgio | Cronologia completa delle presenze e delle reti in nazionale ― Belgio | Cronologia completa delle presenze e delle reti in nazionale ― Belgio | Cronologia completa delle presenze e delle reti in nazionale ― Belgio | Cronologia completa delle presenze e delle reti in nazionale ― Belgio | Cronologia completa delle presenze e delle reti in nazionale ― Belgio |
| Data                                                                  | Città                                                                 | In casa                                                               | Risultato                                                             | Ospiti                                                                | Competizione                                                          | Reti                                                                  | Note                                                                  |
| --------------------------------------------------------------------- | --------------------------------------------------------------------- | --------------------------------------------------------------------- | --------------------------------------------------------------------- | --------------------------------------------------------------------- | --------------------------------------------------------------------- | --------------------------------------------------------------------- | --------------------------------------------------------------------- |
| 1-3-2006                                                              | Lussemburgo                                                           | Lussemburgo                                                           | 0 – 2                                                                 | Belgio                                                                | Amichevole                                                            | -                                                                     |                                                                       |
| 11-5-2006                                                             | Sittard                                                               | Arabia Saudita                                                        | 1 – 2                                                                 | Belgio                                                                | Amichevole                                                            | -                                                                     | 46’                                                                   |
| 16-8-2006                                                             | Bruxelles                                                             | Belgio                                                                | 0 – 0                                                                 | Kazakistan                                                            | Qual. Euro 2008                                                       | -                                                                     |                                                                       |
| 7-10-2006                                                             | Belgrado                                                              | Serbia                                                                | 1 – 0                                                                 | Belgio                                                                | Qual. Euro 2008                                                       | -                                                                     |                                                                       |
| 11-10-2006                                                            | Bruxelles                                                             | Belgio                                                                | 3 – 0                                                                 | Azerbaigian                                                           | Qual. Euro 2008                                                       | -                                                                     |                                                                       |
| 15-11-2006                                                            | Bruxelles                                                             | Belgio                                                                | 0 – 1                                                                 | Polonia                                                               | Qual. Euro 2008                                                       | -                                                                     | 25’                                                                   |
| 7-2-2007                                                              | Bruxelles                                                             | Belgio                                                                | 0 – 2                                                                 | Rep. Ceca                                                             | Amichevole                                                            | -                                                                     | 33’                                                                   |
| 2-6-2007                                                              | Bruxelles                                                             | Belgio                                                                | 1 – 2                                                                 | Portogallo                                                            | Qual. Euro 2008                                                       | -                                                                     |                                                                       |
| 6-6-2007                                                              | Helsinki                                                              | Finlandia                                                             | 2 – 0                                                                 | Belgio                                                                | Qual. Euro 2008                                                       | -                                                                     | 45’                                                                   |
| 22-8-2007                                                             | Bruxelles                                                             | Belgio                                                                | 3 – 2                                                                 | Serbia                                                                | Qual. Euro 2008                                                       | -                                                                     |                                                                       |
| 12-9-2007                                                             | Almaty                                                                | Kazakistan                                                            | 2 – 2                                                                 | Belgio                                                                | Qual. Euro 2008                                                       | -                                                                     |                                                                       |
| 26-3-2008                                                             | Bruxelles                                                             | Belgio                                                                | 1 – 4                                                                 | Marocco                                                               | Amichevole                                                            | -                                                                     |                                                                       |
| 6-9-2008                                                              | Liegi                                                                 | Belgio                                                                | 3 – 2                                                                 | Estonia                                                               | Qual. Mondiali 2010                                                   | -                                                                     | 70’                                                                   |
| 10-9-2008                                                             | Istanbul                                                              | Turchia                                                               | 1 – 1                                                                 | Belgio                                                                | Qual. Mondiali 2010                                                   | -                                                                     | 71’                                                                   |
| 15-10-2008                                                            | Bruxelles                                                             | Belgio                                                                | 1 – 2                                                                 | Spagna                                                                | Qual. Mondiali 2010                                                   | -                                                                     |                                                                       |
| 19-11-2008                                                            | Lussemburgo                                                           | Lussemburgo                                                           | 1 – 1                                                                 | Belgio                                                                | Amichevole                                                            | -                                                                     | 46’                                                                   |
| 11-2-2009                                                             | Genk                                                                  | Belgio                                                                | 2 – 0                                                                 | Slovenia                                                              | Amichevole                                                            | -                                                                     | 44’                                                                   |
| 28-3-2009                                                             | Genk                                                                  | Belgio                                                                | 2 – 4                                                                 | Bosnia ed Erzegovina                                                  | Qual. Mondiali 2010                                                   | -                                                                     |                                                                       |
| 1-4-2009                                                              | Zenica                                                                | Bosnia ed Erzegovina                                                  | 2 – 1                                                                 | Belgio                                                                | Qual. Mondiali 2010                                                   | -                                                                     |                                                                       |
| 29-5-2009                                                             | Chiba                                                                 | Belgio                                                                | 1 – 1                                                                 | Cile                                                                  | Coppa Kirin 2009                                                      | -                                                                     |                                                                       |
| 31-5-2009                                                             | Tokyo                                                                 | Giappone                                                              | 4 – 0                                                                 | Belgio                                                                | Coppa Kirin 2009                                                      | -                                                                     | 77’                                                                   |
| 12-8-2009                                                             | Teplice                                                               | Rep. Ceca                                                             | 3 – 1                                                                 | Belgio                                                                | Amichevole                                                            | -                                                                     | 46’                                                                   |
| 5-9-2009                                                              | La Coruña                                                             | Spagna                                                                | 5 – 0                                                                 | Belgio                                                                | Qual. Mondiali 2010                                                   | -                                                                     | 10’                                                                   |
| 10-10-2009                                                            | Bruxelles                                                             | Belgio                                                                | 2 – 0                                                                 | Turchia                                                               | Qual. Mondiali 2010                                                   | -                                                                     |                                                                       |
| 14-10-2009                                                            | Tallinn                                                               | Estonia                                                               | 2 – 0                                                                 | Belgio                                                                | Qual. Mondiali 2010                                                   | -                                                                     |                                                                       |
| 14-11-2009                                                            | Gand                                                                  | Belgio                                                                | 3 – 0                                                                 | Ungheria                                                              | Amichevole                                                            | 1                                                                     |                                                                       |
| 17-11-2009                                                            | Sedan                                                                 | Qatar                                                                 | 0 – 2                                                                 | Belgio                                                                | Amichevole                                                            | -                                                                     |                                                                       |
| 3-3-2010                                                              | Bruxelles                                                             | Belgio                                                                | 0 – 1                                                                 | Croazia                                                               | Amichevole                                                            | -                                                                     | 84’                                                                   |
| 11-8-2010                                                             | Turku                                                                 | Finlandia                                                             | 1 – 0                                                                 | Belgio                                                                | Amichevole                                                            | -                                                                     |                                                                       |
| 3-9-2010                                                              | Bruxelles                                                             | Belgio                                                                | 0 – 1                                                                 | Germania                                                              | Qual. Euro 2012                                                       | -                                                                     |                                                                       |
| 7-9-2010                                                              | Istanbul                                                              | Turchia                                                               | 3 – 2                                                                 | Belgio                                                                | Qual. Euro 2012                                                       | -                                                                     |                                                                       |
| 3-6-2011                                                              | Bruxelles                                                             | Belgio                                                                | 1 – 1                                                                 | Turchia                                                               | Qual. Euro 2012                                                       | -                                                                     | 46’                                                                   |
| 15-11-2011                                                            | Saint-Denis                                                           | Francia                                                               | 0 – 0                                                                 | Belgio                                                                | Amichevole                                                            | -                                                                     | 56’                                                                   |
| 29-2-2012                                                             | Candia                                                                | Grecia                                                                | 1 – 1                                                                 | Belgio                                                                | Amichevole                                                            | -                                                                     |                                                                       |
| 2-6-2012                                                              | Londra                                                                | Inghilterra                                                           | 1 – 0                                                                 | Belgio                                                                | Amichevole                                                            | -                                                                     |                                                                       |
| 15-8-2012                                                             | Bruxelles                                                             | Belgio                                                                | 4 – 2                                                                 | Paesi Bassi                                                           | Amichevole                                                            | -                                                                     |                                                                       |
| 7-9-2012                                                              | Cardiff                                                               | Galles                                                                | 0 – 2                                                                 | Belgio                                                                | Qual. Mondiali 2014                                                   | -                                                                     |                                                                       |
| 11-9-2012                                                             | Bruxelles                                                             | Belgio                                                                | 1 – 1                                                                 | Croazia                                                               | Qual. Mondiali 2014                                                   | -                                                                     |                                                                       |
| 12-10-2012                                                            | Belgrado                                                              | Serbia                                                                | 0 – 3                                                                 | Belgio                                                                | Qual. Mondiali 2014                                                   | -                                                                     |                                                                       |
| 16-10-2012                                                            | Bruxelles                                                             | Belgio                                                                | 2 – 0                                                                 | Scozia                                                                | Qual. Mondiali 2014                                                   | -                                                                     |                                                                       |
| 22-3-2013                                                             | Skopje                                                                | Macedonia                                                             | 0 – 2                                                                 | Belgio                                                                | Qual. Mondiali 2014                                                   | -                                                                     | 36’                                                                   |
| 26-3-2013                                                             | Bruxelles                                                             | Belgio                                                                | 1 – 0                                                                 | Macedonia                                                             | Qual. Mondiali 2014                                                   | -                                                                     |                                                                       |
| 29-5-2013                                                             | Cleveland                                                             | Stati Uniti                                                           | 2 – 4                                                                 | Belgio                                                                | Amichevole                                                            | -                                                                     | 36’                                                                   |
| 15-10-2013                                                            | Bruxelles                                                             | Belgio                                                                | 1 – 1                                                                 | Galles                                                                | Qual. Mondiali 2014                                                   | -                                                                     |                                                                       |
| 14-11-2013                                                            | Bruxelles                                                             | Belgio                                                                | 0 – 2                                                                 | Colombia                                                              | Amichevole                                                            | -                                                                     |                                                                       |
| 19-11-2013                                                            | Bruxelles                                                             | Belgio                                                                | 2 – 3                                                                 | Giappone                                                              | Amichevole                                                            | -                                                                     |                                                                       |
| 26-5-2014                                                             | Genk                                                                  | Belgio                                                                | 5 – 1                                                                 | Lussemburgo                                                           | Amichevole                                                            | -                                                                     |                                                                       |
| 1-6-2014                                                              | Solna                                                                 | Svezia                                                                | 0 – 2                                                                 | Belgio                                                                | Amichevole                                                            | -                                                                     |                                                                       |
| 22-6-2014                                                             | Rio de Janeiro                                                        | Belgio                                                                | 1 – 0                                                                 | Russia                                                                | Mondiali 2014 - 1º turno                                              | -                                                                     | 32’                                                                   |
| 3-9-2015                                                              | Bruxelles                                                             | Belgio                                                                | 3 – 1                                                                 | Bosnia ed Erzegovina                                                  | Qual. Euro 2016                                                       | -                                                                     |                                                                       |
| 6-9-2015                                                              | Nicosia                                                               | Cipro                                                                 | 0 – 1                                                                 | Belgio                                                                | Qual. Euro 2016                                                       | -                                                                     |                                                                       |
| 29-3-2016                                                             | Leiria                                                                | Portogallo                                                            | 2 – 1                                                                 | Belgio                                                                | Amichevole                                                            | -                                                                     |                                                                       |
| 28-5-2016                                                             | Ginevra                                                               | Svizzera                                                              | 1 – 2                                                                 | Belgio                                                                | Amichevole                                                            | -                                                                     | 67’                                                                   |
| 1-6-2016                                                              | Bruxelles                                                             | Belgio                                                                | 1 – 1                                                                 | Finlandia                                                             | Amichevole                                                            | -                                                                     |                                                                       |
| 13-6-2016                                                             | Lione                                                                 | Belgio                                                                | 0 – 2                                                                 | Italia                                                                | Euro 2016 - 1º turno                                                  | -                                                                     |                                                                       |
| 18-6-2016                                                             | Bordeaux                                                              | Belgio                                                                | 3 – 0                                                                 | Irlanda                                                               | Euro 2016 - 1º turno                                                  | -                                                                     | 50’                                                                   |
| 22-6-2016                                                             | Nizza                                                                 | Svezia                                                                | 0 – 1                                                                 | Belgio                                                                | Euro 2016 - 1º turno                                                  | -                                                                     |                                                                       |
| 26-6-2016                                                             | Tolosa                                                                | Ungheria                                                              | 0 – 4                                                                 | Belgio                                                                | Euro 2016 - Ottavi di finale                                          | -                                                                     | 60’                                                                   |
| 6-9-2016                                                              | Nicosia                                                               | Cipro                                                                 | 0 – 3                                                                 | Belgio                                                                | Qual. Mondiali 2018                                                   | -                                                                     |                                                                       |
| 28-3-2017                                                             | Soči                                                                  | Russia                                                                | 3 – 3                                                                 | Belgio                                                                | Amichevole                                                            | -                                                                     | 90’                                                                   |
| 5-6-2017                                                              | Bruxelles                                                             | Belgio                                                                | 2 – 1                                                                 | Rep. Ceca                                                             | Amichevole                                                            | -                                                                     | 46’                                                                   |
| 3-9-2017                                                              | Atene                                                                 | Grecia                                                                | 1 – 2                                                                 | Belgio                                                                | Qual. Mondiali 2018                                                   | -                                                                     |                                                                       |
| 7-10-2017                                                             | Sarajevo                                                              | Bosnia ed Erzegovina                                                  | 3 – 4                                                                 | Belgio                                                                | Qual. Mondiali 2018                                                   | -                                                                     | 54’                                                                   |
| 10-11-2017                                                            | Bruxelles                                                             | Belgio                                                                | 3 – 3                                                                 | Messico                                                               | Amichevole                                                            | -                                                                     |                                                                       |
| 14-11-2017                                                            | Bruges                                                                | Belgio                                                                | 1 – 0                                                                 | Giappone                                                              | Amichevole                                                            | -                                                                     |                                                                       |
| 27-3-2018                                                             | Bruxelles                                                             | Belgio                                                                | 4 – 0                                                                 | Arabia Saudita                                                        | Amichevole                                                            | -                                                                     | 46’                                                                   |
| 28-6-2018                                                             | Kaliningrad                                                           | Inghilterra                                                           | 0 – 1                                                                 | Belgio                                                                | Mondiali 2018 - 1º turno                                              | -                                                                     | 74’                                                                   |
| 6-7-2018                                                              | Kazan'                                                                | Brasile                                                               | 1 – 2                                                                 | Belgio                                                                | Mondiali 2018 - Quarti di finale                                      | -                                                                     | 83’                                                                   |
| 14-7-2018                                                             | San Pietroburgo                                                       | Belgio                                                                | 2 – 0                                                                 | Inghilterra                                                           | Mondiali 2018 - Finale 3º posto                                       | -                                                                     | 39’                                                                   |
| 7-9-2018                                                              | Glasgow                                                               | Scozia                                                                | 0 – 4                                                                 | Belgio                                                                | Amichevole                                                            | -                                                                     | 46’                                                                   |
| 12-10-2018                                                            | Bruxelles                                                             | Belgio                                                                | 2 – 1                                                                 | Svizzera                                                              | UEFA Nations League 2018-2019 - 1º turno                              | -                                                                     | 73’                                                                   |
| 24-3-2019                                                             | Nicosia                                                               | Cipro                                                                 | 0 – 2                                                                 | Belgio                                                                | Qual. Euro 2020                                                       | -                                                                     |                                                                       |
| 8-6-2019                                                              | Bruxelles                                                             | Belgio                                                                | 3 – 0                                                                 | Kazakistan                                                            | Qual. Euro 2020                                                       | -                                                                     | 78’                                                                   |
| 11-6-2019                                                             | Bruxelles                                                             | Belgio                                                                | 3 – 0                                                                 | Scozia                                                                | Qual. Euro 2020                                                       | -                                                                     | 90’                                                                   |
| 9-9-2019                                                              | Glasgow                                                               | Scozia                                                                | 0 – 4                                                                 | Belgio                                                                | Qual. Euro 2020                                                       | 1                                                                     | 79’                                                                   |
| 10-10-2019                                                            | Bruxelles                                                             | Belgio                                                                | 9 – 0                                                                 | San Marino                                                            | Qual. Euro 2020                                                       | -                                                                     |                                                                       |
| 13-10-2019                                                            | Astana                                                                | Kazakistan                                                            | 0 – 2                                                                 | Belgio                                                                | Qual. Euro 2020                                                       | -                                                                     | 90+2’                                                                 |
| 16-11-2019                                                            | San Pietroburgo                                                       | Russia                                                                | 1 – 4                                                                 | Belgio                                                                | Qual. Euro 2020                                                       | -                                                                     | 67’                                                                   |
| 24-3-2021                                                             | Lovanio                                                               | Belgio                                                                | 3 – 1                                                                 | Galles                                                                | Qual. Mondiali 2022                                                   | -                                                                     | 46’                                                                   |
| 6-6-2021                                                              | Bruxelles                                                             | Belgio                                                                | 1 – 0                                                                 | Croazia                                                               | Amichevole                                                            | -                                                                     | 46’                                                                   |
| 12-6-2021                                                             | San Pietroburgo                                                       | Belgio                                                                | 3 – 0                                                                 | Russia                                                                | Euro 2020 - 1º turno                                                  | -                                                                     | 77’                                                                   |
| 17-6-2021                                                             | Copenaghen                                                            | Danimarca                                                             | 1 – 2                                                                 | Belgio                                                                | Euro 2020 - 1º turno                                                  | -                                                                     | 90+4’                                                                 |
| 21-6-2021                                                             | San Pietroburgo                                                       | Finlandia                                                             | 0 – 2                                                                 | Belgio                                                                | Euro 2020 - 1º turno                                                  | -                                                                     |                                                                       |
| 27-6-2021                                                             | Siviglia                                                              | Belgio                                                                | 1 – 0                                                                 | Portogallo                                                            | Euro 2020 - Ottavi di finale                                          | -                                                                     | 72’                                                                   |
| 2-7-2021                                                              | Monaco di Baviera                                                     | Belgio                                                                | 1 – 2                                                                 | Italia                                                                | Euro 2020 - Quarti di finale                                          | -                                                                     |                                                                       |
| Totale                                                                |                                                                       | Presenze                                                              | 85                                                                    |                                                                       | Reti                                                                  | 2                                                                     |                                                                       |

| Cronologia completa delle presenze e delle reti in nazionale ― Belgio olimpica | Cronologia completa delle presenze e delle reti in nazionale ― Belgio olimpica | Cronologia completa delle presenze e delle reti in nazionale ― Belgio olimpica | Cronologia completa delle presenze e delle reti in nazionale ― Belgio olimpica | Cronologia completa delle presenze e delle reti in nazionale ― Belgio olimpica | Cronologia completa delle presenze e delle reti in nazionale ― Belgio olimpica | Cronologia completa delle presenze e delle reti in nazionale ― Belgio olimpica | Cronologia completa delle presenze e delle reti in nazionale ― Belgio olimpica |
| Data                                                                           | Città                                                                          | In casa                                                                        | Risultato                                                                      | Ospiti                                                                         | Competizione                                                                   | Reti                                                                           | Note                                                                           |
| ------------------------------------------------------------------------------ | ------------------------------------------------------------------------------ | ------------------------------------------------------------------------------ | ------------------------------------------------------------------------------ | ------------------------------------------------------------------------------ | ------------------------------------------------------------------------------ | ------------------------------------------------------------------------------ | ------------------------------------------------------------------------------ |
| 7-8-2008                                                                       | Shenyang                                                                       | Brasile olimpica                                                               | 1 – 0                                                                          | Belgio olimpica                                                                | Olimpiadi 2008 - 1º turno                                                      | -                                                                              |                                                                                |
| 10-8-2008                                                                      | Shenyang                                                                       | Cina olimpica                                                                  | 0 – 2                                                                          | Belgio olimpica                                                                | Olimpiadi 2008 - 1º turno                                                      | -                                                                              |                                                                                |
| 13-8-2008                                                                      | Shanghai                                                                       | Nuova Zelanda olimpica                                                         | 0 – 1                                                                          | Belgio olimpica                                                                | Olimpiadi 2008 - 1º turno                                                      | -                                                                              | 53’                                                                            |
| 16-8-2008                                                                      | Pechino                                                                        | Italia olimpica                                                                | 2 – 3                                                                          | Belgio olimpica                                                                | Olimpiadi 2008 - Quarti di finale                                              | -                                                                              | 17’                                                                            |
| 22-8-2008                                                                      | Shanghai                                                                       | Belgio olimpica                                                                | 0 – 3                                                                          | Brasile olimpica                                                               | Olimpiadi 2008 - Finale 3º-4º posto                                            | -                                                                              |                                                                                |
| Totale                                                                         |                                                                                | Presenze                                                                       | 5                                                                              |                                                                                | Reti                                                                           | 0                                                                              |                                                                                |

## Palmarès

### Club

#### Competizioni nazionali
- Campionato olandese: 1

Ajax: 2003-2004
- Coppa dei Paesi Bassi: 2

Ajax: 2005-2006, 2006-2007
- Supercoppa dei Paesi Bassi: 3

Ajax: 2005, 2006, 2007
- Coppa d'Inghilterra: 1

Arsenal: 2013-2014
- Campionato spagnolo: 4

Barcellona: 2014-2015, 2015-2016, 2017-2018, 2018-2019
- Coppa di Spagna: 3

Barcellona: 2014-2015, 2015-2016, 2017-2018
- Supercoppa di Spagna: 1

Barcellona: 2018
- Coppa dell'Imperatore: 1

Vissel Kobe: 2019
- Supercoppa del Giappone: 1

Vissel Kobe: 2020

#### Competizioni internazionali
- UEFA Champions League: 1

Barcellona: 2014-2015
- Supercoppa UEFA: 1

Barcellona: 2015
- Coppa del mondo per club: 1

Barcellona: 2015

### Individuale
- Squadra dell'anno della PFA: 1

2009-2010